# 塞薩姆斯冰川
塞薩姆斯冰川（英語：Sessums Glacier），是南極洲的冰川，位於埃爾斯沃思地的瑟斯頓島北部，最終注入亨利灣，以美國海軍的上尉指揮官命名，現時由南極條約體系管理。